# Pinneberg
Pinneberg (en allemand : /ˈpɪnəˌbɛʁk/,, ? Écouter [Fiche]) est une ville de l'arrondissement de Pinneberg (Kreis Pinneberg), appartenant au Land du Schleswig-Holstein, en Allemagne. Elle est la sous-préfecture de ce district. La ville compte 43 280 habitants au 31 décembre 2018. Elle est divisée en six quartiers (Stadtteile, en allemand) : Centre, Quellental, Thesdorf, Eggerstedt, Pinnebergerdorf et Waldenau-Datum.

## Géographie
La ville est située à environ 18 km au nord-ouest de Hambourg. Deux rivières traversent Pinneberg : la Pinnau et la Mühlenau.

## Histoire
| Appartenances historiques Comté de Holstein-Pinneberg 1290-1640 Duché de Holstein-Glückstadt 1640-1773 Duché de Holstein 1773-1866 Royaume de Prusse (Province du Schleswig-Holstein) 1866-1918 Empire allemand 1871-1918 République de Weimar 1918-1933 Reich allemand 1933-1945 Allemagne occupée 1945-1949 Allemagne de l'Ouest 1949–1990 Allemagne 1990-présent |

## Personnalités
- Pinneberg est la ville d'origine du groupe de musique allemand Fettes Brot.
- Sophie Wörishöffer (1838-1890), femme de lettres.
- Mathilde Block (1850-1932), peintre
- Ernst Ehlers (1909-1980), SS-Obersturmbannführer

## Jumelages
- Rockville (États-Unis) depuis 1957[3]